# Kumail Nanjiani
Kumail Nanjiani (Karachi, 21 februari 1978) is een Pakistaans-Amerikaanse acteur en stand-upcomedian.

## Biografie
Nanjiani werd in 1978 geboren in het Pakistaanse Karachi. Hij werd grootgebracht als een sjiitische moslim, maar werd later in zijn leven een atheïst. Hij studeerde aan de Karachi Grammar School. Op zijn achttiende verhuisde hij naar de Verenigde Staten, waar hij zich in de staat Iowa aansloot bij Grinnell College. Hij studeerde in 2001 af in de richtingen Computerwetenschappen en Filosofie.
Nanjiani is familie van de Pakistaans-Schotse radiopresentator Shereen Nanjiani.

## Carrière
Nanjiani begon zijn carrière als stand-upcomedian. Vanaf 2008 begon hij regelmatig mee te werken aan komische tv-programma's. Zo had hij kleine bijrollen in onder meer Saturday Night Live, The Colbert Report en Ugly Americans. In 2010 maakte hij met de komedie Life as We Know It ook zijn debuut op het witte doek.
In 2011 versierde hij terugkerende rollen in de komische series Franklin & Bash en Portlandia. Drie jaar later werd hij gecast als een van de hoofdpersonages in de HBO-reeks Silicon Valley. In de komische serie vertolkte hij computerprogrammeur Dinesh Chugtai.
Nanjiani is gehuwd met schrijfster, producente en gewezen therapeute Emily V. Gordon. De twee schreven samen de film The Big Sick (2017), een semi-autobiografische komedie over hun relatie. Nanjiani speelt zichzelf in de film, terwijl Emily vertolkt wordt door actrice Zoe Kazan.